# Franz Palme (Politiker)

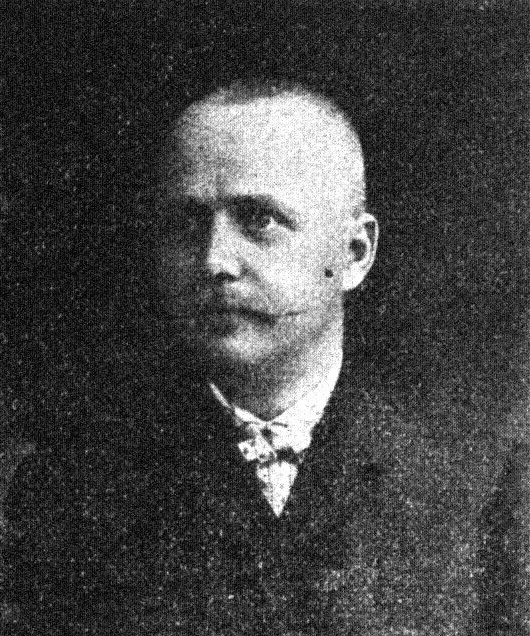
Franz Palme

Franz Palme (geboren 17. August 1865 in Neuwelt bei Harrachsdorf (Novy Svet u Harrachova), Kaisertum Österreich; gestorben 2. Mai 1948 in Stará Role, Tschechoslowakei) war ein sudetendeutscher Politiker der Sozialdemokratischen Arbeiterpartei (SDAP).

## Ausbildung und Beruf
Nach dem Besuch der Volksschule ging er an zwei Zeichenschulen, eine in Wien und eine in Neuwelt (Nový Svět) und wurde Porzellanmaler.

## Politische Funktionen
- 1907–1918: Abgeordneter des Abgeordnetenhauses im Reichsrat (XI. und XII. Legislaturperiode), Wahlbezirk Böhmen 116, Klub der deutschen Sozialdemokraten
- 1920–1925: Abgeordneter im tschechoslowakischen Parlament
- 1931–1935: Senator im tschechoslowakischen Parlament
- Bürgermeister von Fischern (Rybáře) bei Karlsbad
- Obmann des Verbandes der Porzellanarbeiter Österreichs

## Politische Mandate
- 21. Oktober 1918 bis 16. Februar 1919: Mitglied der Provisorischen Nationalversammlung, SDAP